# Folke Fleetwood
Folke Fleetwood (* 15. November 1890 in Odensvi; † 4. Februar 1949 in Stockholm) war ein schwedischer Diskuswerfer.
Bei den Olympischen Spielen 1908 in London nahm er am Diskuswurf im freien Stil und am Diskuswurf im griechischen Stil teil, seine Platzierungen sind jedoch nicht überliefert.
1912 kam er bei den Olympischen Spielen in Stockholm im beidarmigen Diskuswurf auf den siebten und im Diskuswurf auf den 28. Platz.
Seine persönliche Bestleistung von 38,10 m stellte er am 6. September 1908 auf.